# Вулиця Старообрядницька
Вулиця Старообрядницька — вулиця в Херсоні, розташована в Центральному та Корабельному районах, з'єднує проспект Незалежності з вулицею Європейською.
Вулиця показана на проєкті передмістя 1779 року. Сформувалася в кінці XVIII — першій половині XIX ст. На той час її східна частина була названа Старообрядницькою вулицею (оскільки перетинала однойменну площу, а західна — Католицькою (проходила повз католицький храм); в кінці XIX ст. називалася Ерделіївською (за прізвищем губернатора) та пролягала до самої фортеці.
На території Олександрівського парку (тепер — Шевченківський парк) вулиця переривалася, проходячи крізь нього однією з алей і знову продовжувалася за парком. Ця частина вулиці на схід від парку у теперішній час забудована.
Сучасну назву вулиці присвоєно в 2016 р.

## Опис
На своєму початку вона нагадує тихий провулок. Навіть великі будівлі — поліклініка лікарні Центрального району (буд. № 1), 2-й навчальний корпус Морської академії (буд. № 2) та розташований поруч житловий 9-поверховий будинок (№ 3), як не дивно, посилюють це враження, створюючи вузький прохід. Далі йдуть праворуч — сквер Михайла Грушевського та обласний театр з Театральної площею, ліворуч — новозбудований (у 2011 р.) ТРЦ «Суворовський».
Від перетину з провулком Успенським вона поділяється на два рукави (південний і північний), між якими знаходяться Богородицький сквер і будівля міського РАГСу. Від вулиці Торгової обидва рукави знову зливаються в єдине русло.
У будинку № 7 другої половини ХХ ст. до початку 1990-х розміщувалася філія інституту «Укрколгосппроект» та обласне правління науково-технічного товариства будівельної індустрії.
На вул. Старообрядницькій чимало будівель, побудованих в XVIII–XIX ст., Деякі з них визнані пам'ятками архітектури. Пам'яткою архітектури першої чверті XIX ст. є будинок № 14, зведений у стилі класицизму. На його головному фасаді — ризаліт з фронтоном, над воротами — аркова перемичка з замковим каменем.
У буд. № 15, відзначеному меморіальною дошкою, у 1919 р., в період боротьби проти денікінців, знаходився штаб бойового ділянки Херсон — село Станіслав, який в подальшому увійшов до складу 58-ї стрілецької дивізії Червоної Армії.
Пам'яткою архітектури XIX ст. є житловий будинок (буд. № 23) з міжповерховим карнизом і декорованим фасадом.
Розташований поруч будинок № 25, зведений у XIX ст., відзначився не лише своїм віком, але й подіями, які відбувалися тут в період окупації міста денікінцями. На другому поверсі будинку у той час розміщувався легальний робочий клуб. У ньому херсонської більшовики проводили пропаганду серед молоді.
У другій половині, XIX — початку XX ст. на місці д. № 31 стояла будівля, де відбувалися конспіративні зустрічі місцевих соціал-демократів.
Більше ста років будинку № 32, де раніше знаходилася школа № 10 (до 1917 року тут була прогімназія). У теперішній час будівля перебуває у занедбаному стані.
Поруч із нинішнім будинком № 33 з 1897 року розміщувалася телефонна і переговорна станція. Гітлерівці зруйнували цей будинок; після війни він знову був відновлений і використовувався як переговорний пункт. Нині будинок належить міському поліклінічному ендокринологічному відділенню.
Житловий будинок з мезоніном, куполом і шестиколонним портиком тосканського ордера (буд. № 36) — особняк, збудований на початку 80-х років XVIII ст., У 1785 р. був придбаний скарбницею. Тут у 1800–1803 рр. жив капітан Херсонського порту — адмірал Д. М. Сенявін.

## Визначні будівлі

### Міська телефонна й переговорна станція
У 1894 році було порушено клопотання міської влади про формування телефонної мережі в місті Херсоні. Питання було вирішене позитивно, і в 1896 році відкрилася перша в Херсоні телефонна станція ручного обслуговування в двоповерховому будинку на розі вулиць Суворовської та Воронцовської. Там вона перебувала до початку війни 1941 року, а після вигнання з міста фашистів була відновлена і працювала до створення в Херсоні в 1961 році першої АТС.
На поштовій картці зображена друга міська телефонна і переговорна станція. Вона перебувала на вулиці Ерделіївскій, в будинку, орендованому у Католицької громади, і здійснювала телефонний зв'язок за двома напрямками: Херсон-Миколаїв-Одеса та Херсон-Берислав-Каховка. Телефонна станція обслуговувала в 1910 році 198 абонентів, в 1914 році — понад 300, і телефонна мережа продовжувала постійно розширюватися. У 1923 році в цій будівлі розміщувалися Центральна міська телефонна станція і Переговорна міжміська телефонна станція. До 1941 року телефонна і переговорна станції здійснювали внутрішній та міжміський зв'язок. У березні 1944 року відступаючі фашисти будівлю переговорної і телефонної станції на вулиці Ерделіївскій підірвали.
У повоєнні роки на місці підірваної телефонної станції був побудований двоповерховий житловий будинок (вул. Старообрядницька, 38).

### Міський театр

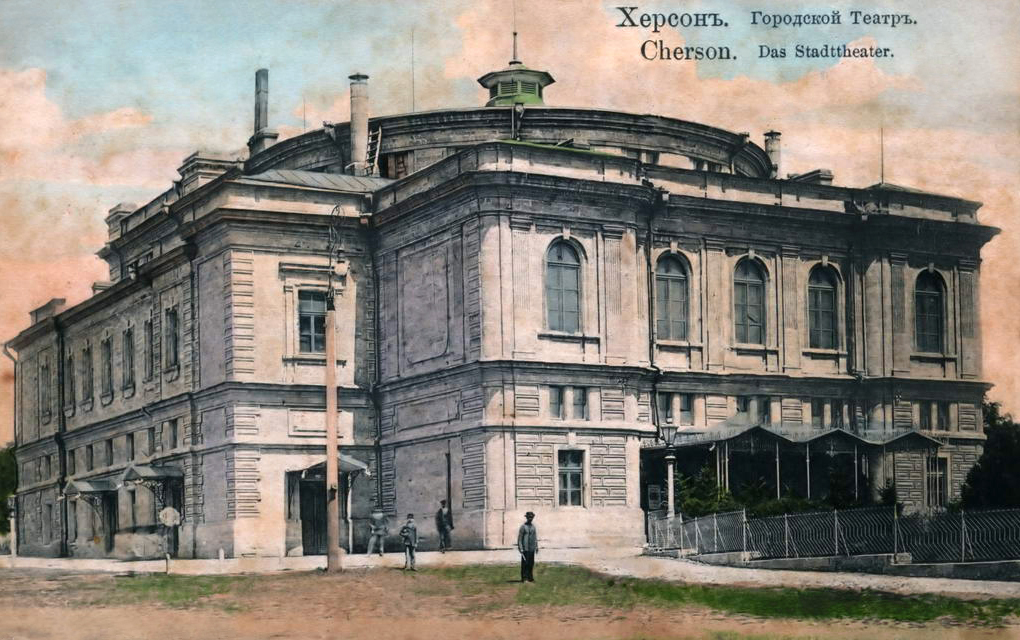
Стара будівля Міського театру, зруйнована у 1944 р.

Міський театр в Херсоні був закладений 18 квітня 1884, 29 вересня 1889 прийнятий технічною комісією, а 1 жовтня відбулося освячення театру й дана перша вистава.
На сцені міського театру виступали знамениті українські, російські та зарубіжні групи: П. К. Саксаганского (1891, 1894). М. Л. Кропивницького (1895), М. К. Садовського і А. К. Саксаганского (1903), група «Товариства нової драми», створена в Херсоні В. Е. Мейєрхольда і А. С. Кошеверовим (1902–1904), італійська трупа з Томазо Сальвіні (1898) та інші. У Херсоні виступали російські актори: В. І. Давидов. П. Н. Орленев, О. Г. Крамов, оперний співак Леонід Собінов.
Зал театру слугував її тільки для театральних вистав, а й для народних зборів і політичних з'їздів, які стали особливо популярними в роки радянської влади. У 1925 році театр став називатися «Міський театр імені Луначарського» і був розрахований на 900 місць. У 1928 році був проведений капітальний ремонт зали для глядачів із золоченням декоративних деталей, а перед головним входом до театру був поставлений чотириколонний портик доричного ордеру під широким балконом (виконував роль своєрідної трибуни). На Театральній площі в ті роки проводилися головні мітинги та святкування. 14 березня 1944, на наступний день після звільнення Херсона, будівля театру була зруйнована вибухом міни, закладеної гітлерівцями під час відступу.
На місці зруйнованого театру за типовим проектом було зведено Український музично-драматичний театр ім. Куліша, відкритий в травні 1962 року (вул. Театральна, 7).

### Резиденція губернатора
Двоповерховий будинок з мезоніном був побудований в середині XIX століття і належав штаб-ротмістру Льву Балтазаровичу Скадовському, власникові села Білозерки. Його сини володіли різнобічними талантами: Микола Львович (1846–1892) став відомим живописцем, членом Товариства південноросійських художників, Георгій Львович Скадовський (1849–1919) голова дворянства Херсонського повіту, займався археологічними дослідженнями, був відомим бладійником.
У 1866 році був розроблений і затверджений проект одеського архітектора Демосфена Єгоровича Мазірова на перебудову двоповерхового будинку Скадовського з прибудовою одноповерхового флігелю. Це було пов'язано з пропозицією херсонського губернатора П. М. Клушина орендувати частину цієї представницької будівлі для розміщення в ньому резиденції губернатора. Клушин з великою увагою поставився і до благоустрою Потьомкінського бульвару, який знаходився навпроти дому Скадовського.
У 1889 році тут, на бульварі, був збудований Міський театр та утворилася Театральна площа, оточена парками — вона стала найкрасивішою в місті. Двоповерховий будинок Скадовського на високому цоколі, з використанням в архітектурі ностальгічних мотивів бароко, вигідно виділявся серед підкреслено стриманої малоповерхової забудови Херсона. Пізніше він перейшов у власність іншої багатої родини — Фальц-Фейнів, що заслужила вдячність херсонців своїм благодійництвом. У цьому будинку жило багато херсонських губернаторів: С. І. Старинкевич, М. С. Абаза, А. С. Ерделі, С. В. Олів, М. М. Веселкін, І. М. Оболенський, В. А. Левашев, Ф. А. Бантиш та Н. А. Гревениця. Канцелярія губернатора знаходилася на розі Суворовської та Говардівської вулиць.
У 1915 році був побудований новий будинок для губернатора на пестелевському бульварі.